# Crafty (programme d'échecs)
Pour les articles homonymes, voir Crafty.
Crafty est un programme d'échecs écrit par le programmeur Robert Hyatt (en). Son prédécesseur est Cray Blitz, le gagnant des éditions 1983 et 1986 du championnat du monde d'échecs des ordinateurs (WCCC).
Son code source est disponible avec des restrictions d'usage et son classement Elo est estimé à 2 700 points. Au championnat WCCC 2004, Crafty a terminé troisième ex æquo.
À proprement parler, Crafty est un moteur d'échecs : les coups sont introduits au clavier et affichés sous forme de texte. Des logiciels peuvent cependant lui servir d'interface graphique (par exemple XBoard / WinBoard, Arena, etc.).
Crafty gère, entre autres, une bibliothèque d'ouvertures, un apprentissage de positions et les tables de finales.
Son code source (écrit en langage C) est disponible avec des restrictions d'usage, pour cette raison Crafty n'est pas un logiciel libre.